# 우문성 (상주국)
우문성(宇文盛)은 남북조(南北朝) 시대 서위(西魏)와 북주(北周)의 군인으로, 자는 보흥(保興)이고 대군(代郡) 무천현(武川縣) 사람이다. 우문술(宇文述)의 아버지이다.

## 생애
우문성의 선조는 선비족 우문부(宇文部)의 대인(大人)인 우문일두귀(宇文逸豆歸)의 노복으로 그 성씨는 파야두(破野頭)씨였는데 주인의 성을 따라 우문씨(宇文氏)로 고쳤다.
우문성은 우문태(宇文泰)의 막하로 들어가 후막진열(侯莫陳悅)을 토벌하고 공로를 인정받아 위열장군(威烈將軍)에 임명되고 어양현자(漁陽縣子)에 봉해졌다.
537년(대통 3년) 도독(都督)을 겸하고 두태(竇泰)를 토벌하는데 종군하여 사원현(沙苑縣)의 싸움에서 홍농(弘農)을 빼앗은 공로로 도독(都督) 평원장군(平遠將軍) 보병교위(歩兵校尉)에 임명되고 작위는 공(公)으로 올랐다.
뒤에 풍익태수(馮翊太守)를 맡고 수도독(帥都督) 서안주대중정(西安州大中正) 통직랑 산기상시(通直郞 散騎常侍) 무군장군(撫軍將軍)이 더해졌으며 다시 대도독(大都督) 거기대장군(車騎大將軍) 의동삼사(儀同三司) 표기대장군(驃騎大將軍) 개부의동삼사(開府儀同三司) 염주자사(鹽州刺史) 등으로 거듭 승진하였다.
557년 초국공(楚國公) 조귀(趙貴)가 우문호(宇文護)를 살해하려는 모의를 하자 이를 밀고하여 조귀는 죽임을 당했으며 우문성은 대장군(大將軍)에 임명되고 건충군공(建忠郡公)으로 고쳐 봉해졌다. 이후 하란상(賀蘭祥)과 함께 조양(洮陽)과 홍화(洪和)를 공격해 온 토욕혼(吐谷渾)의 군대를 막는데 공을 세워 연주총관(延州總管)에 임명되고 주국(柱國)으로 올랐다.
570년(천화 5년) 4월, 대종백(大宗伯)이 되어 중앙으로 들어갔으며 이듬해 제국공(濟國公) 우문헌(宇文憲) 휘하에서 북제(北濟)를 공격할 때 북주의 군사들은 분주(汾州)를 장기간 동안 포위하여 공격하느라 지쳐 있었는데 우문성은 우문헌의 명으로 식량을 운반하였다.
뒤에 요양(姚襄)에서 북제의 단소(段韶)가 이끄는 대군과 마주치자 우문성은 분전 끝에 단소의 군사들을 물리치고 대녕성(大寧城)을 축성한 뒤 돌아왔다.
573년(건덕 2년) 소사(少師)에 임명되고 576년(건덕 5년) 무제(武帝)의 지휘 하에 북제를 공격할 때 우문성은 보기(歩騎) 10,000명을 거느리고 분수(汾水)를 지켰다.
선제(宣帝)가 즉위하자 상주국(上柱國)에 올랐고 대상(大象) 연간에 세상을 떠났다.

## 가족 관계
- 증조 - 우문이여돈(宇文伊與敦) : 옥야진군주(沃野鎭軍主)
  - 조부 - 우문장수(宇文長壽) : 옥야진군주
    - 아버지 - 우문문고(宇文文孤) : 옥야진군주
      - 동생 - 우문구(宇文丘, 513년 ~ 572년) : 주국(柱國), 의안공(安義公)
      - 장남 - 우문귀(宇文歸)
      - 차남 - 우문술(宇文述, 547년 ~ 617년) : 개부의동삼사(開府儀同三司), 좌익의대장군(左翊衞大將軍), 광록대부(光祿大夫), 허공(許公), 시호 공(恭)
      - 3남 - 우문정(宇文靜)

## 참고 자료
- 『주서』 「권29」
- 『북사』 「권66」
- 『신당서』 「권71下」